# Campinas Challenger 2001
Il Campinas Challenger 2001 è stato un torneo di tennis facente parte della categoria ATP Challenger Series nell'ambito dell'ATP Challenger Series 2001. Il torneo si è giocato a Campinas in Brasile dal 9 al 15 luglio 2001 su campi in terra rossa.

## Vincitori

### Singolare
Alessio Di Mauro ha battuto in finale  Ramón Delgado con il punteggio di 6–2, 6–4

### Doppio
Edgardo Massa /  Leonardo Olguín hanno battuto in finale  José de Armas /  Flávio Saretta con il punteggio di 6(6)–7, 6–2, 7–5